# Ngairea murphyi
Ngairea murphyi é uma espécie de gastrópode da família Charopidae.
É endémica da Austrália.